# Søfartsstyrelsen
Søfartsstyrelsen är en myndighet under Erhvervsministeriet med säte i Korsør, Danmark. Det har som uppgift att administrera dansk sjöfart. Den bildades genom att Statens Skibstilsyn, Direktoratet for Søfarende, Direktoratet for Søfartsuddannelsen, Skibsregisteret, Velfærdskontoret och Statens Istjeneste slogs samman 1988.
Myndighetens uppgifter täcker de flesta ämnen inom sjöfart, inklusive säkerhet ombord och navigationssäkerhet i danska och grönländska vatten, sjöfartens påverkan på den externa miljön, arbetsmiljön, sociala förhållanden till sjöss och kontroll och reglering av utbildning av sjöfarare, fartygsregistrering, havet och affärspolitik för sjöfartsindustrin både nationellt och internationellt, inklusive internationellt regelskapande och reglering. Styrelsens ansvar inom ovan nämnda områden gäller fritidsbåtar, handelsflottan och fiske, men styrelsen ansvarar inte för fiskeripolitiken, som är Udenrigsministeriets ansvar.
Uppgifter tillkom när Farvandsvæsenet lades ner 2011, medan några togs över av Ministeriet for Samfundssikkerhed og Beredskab när det bildades 2024. Søfartsstyrelsen är även ansvarig för Danmarks havsplan.